# Benjamin F. Conley

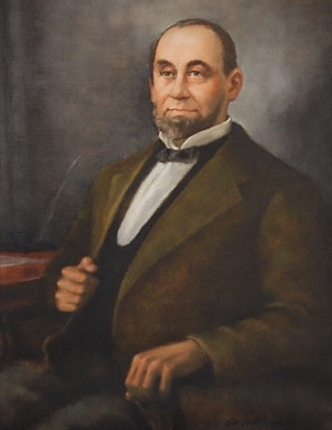
Benjamin F. Conley

Benjamin F. Conley  (* 1. März 1815 in Newark, New Jersey; † 10. Januar 1886 in Atlanta, Georgia) war ein US-amerikanischer Politiker und für einige Monate kommissarisch Gouverneur des Bundesstaates Georgia.

## Lebenslauf
Im Alter von 15 Jahren kam Conley von New Jersey nach Augusta in Georgia. Dort stieg er von einem einfachen Verkäufer in einem Laden zum erfolgreichen Geschäftsmann und Politiker auf. Zwölf Jahre lang war er Stadtrat in Augusta. 1857 bis 1859 war er sogar Bürgermeister dieser Stadt. Im Vorfeld des Bürgerkriegs bekannte er sich als loyaler Anhänger der Union. Bei Kriegsausbruch zog er nach Alabama und hielt sich aus dem Krieg heraus. Nach dem Krieg kehrte er nach Georgia zurück und trat der Republikanischen Partei bei, deren Ziele er unterstützte. Er war Delegierter auf dem Verfassungskonvent von 1868 und wurde in den Senat von Georgia gewählt, dessen Präsident er wurde.
Als der bisherige Gouverneur Rufus Bullock unter dem Druck seiner Gegner 1871 zurücktrat, musste Senatspräsident Conley dessen Amtszeit beenden. Die Legislaturperiode endete bereits zwei Monate später und war gekennzeichnet von einer feindlichen Stimmung sowohl im Parlament als auch bei der konservativen weißen Bevölkerung. Trotzdem bewarb sich Conley um eine Wiederwahl, die er aber erwartungsgemäß verlor. Er sollte bis 2003 der letzte republikanische Gouverneur von Georgia bleiben. 1875 wurde er von US-Präsident Ulysses S. Grant zum Postverwalter von Atlanta ernannt. Diese Position behielt er bis 1883. Er starb 1886 und wurde in Augusta beigesetzt.